# Urceola lucida
Urceola lucida är en oleanderväxtart som först beskrevs av A.Dc., och fick sitt nu gällande namn av George Bentham och Wilhelm Sulpiz Kurz. Urceola lucida ingår i släktet Urceola och familjen oleanderväxter. Inga underarter finns listade i Catalogue of Life.